# Campeonato Brasileiro de League of Legends de 2012
O Campeonato Brasileiro de League of Legends de 2012, também chamado Campeonato Brasileiro Riot Games, foi o 1º ano do Campeonato Brasileiro de League of Legends (CBLOL), a principal competição do jogo eletrônico League of Legends no Brasil, organizado pela desenvolvedora do jogo Riot Games. Participaram oito equipes classificadas por meio de qualificatórios abertos.
O torneio começou em 21 de janeiro e terminou em 8 de abril com a vTi Ignis derrotando sua equipe-irmã vTi Nox por 2 a 0 na final. A premiação foi de 80 mil dólares, dos quais 25 mil foram destinados à equipe vencedora.

## Antecedentes
Em 2012, o cenário competitivo de League of Legends passava por franca expansão: o primeiro Campeonato Mundial, realizado em 2011, teve a participação de oito equipes de quatro regiões e cem mil dólares em premiações. O Campeonato Mundial de 2012, por sua vez, foi disputado por doze equipes de seis regiões e distribuiu dois milhões de dólares em prêmios. Na temporada competitiva do jogo, a desenvolvedora distribuiu cinco milhões, recorde no esporte eletrônico até então.
No Brasil, o League of Legends já era jogado antes do lançamento oficial no país, e já contava com alguns torneios com premiação em dinheiro. A primeira equipe profissional, a paiN Gaming, teve sua fundação ainda em 2011.
Com o lançamento oficial do jogo no Brasil, em julho de 2012, a Riot Games passou a organizar torneios oficiais: o primeiro, anunciado como "secreto" e realizado em parceria com a Electronic Sports League (ESL), teve 326 equipes inscritas e consistiu numa partida de exibição com vitória da CNB e-Sports Club em cima da Vince Te Ipsum (vTi). Então, a Riot Games anunciou a organização do primeiro Campeonato Brasileiro do jogo, com premiação então sem precedentes para os esportes eletrônicos nacionais: 80 mil dólares no total, com 25 mil dólares para o vencedor.

## Classificação
As equipes disputaram as oito vagas na edição inaugural do CBLoL em quatro torneios classificatórios que ocorreram em setembro de 2012. A classificação foi aberta, sendo os requisitos apenas a presença de três jogadores brasileiros por equipe, dezesseis campeões na conta de cada inscrito e o máximo de dois reservas. Cada etapa qualificatória garantiu vaga para seu campeão, bem como a premiação de cinco mil dólares. A exceção foi a quarta etapa que, por conta do cancelamento da terceira, conferiu a premiação de vencedor de etapa também a seu segundo colocado. As outras quatro vagas foram preenchidas pelas quatro equipes melhores colocadas num sistema de pontuação de acordo com seu desempenho nas classificatórias. Essas equipes ganharam, ainda, 2.500 dólares pela classificação. Os torneios foram de eliminação simples, com os confrontos até as oitavas de final em partida única e os subsequentes em séries melhor de três. Todas as etapas foram transmitidas pelo Twitch, no canal de seus organizadores.

### Primeira etapa
A primeira etapa qualificatória foi disputada por mais de 512 equipes entre os dias 1 e 2 de setembro e organizada pela ESL.  A paiN Gaming foi a campeã, vencendo a vTi Nox por 2 a 1 na final.
|  | Semifinais      | Semifinais |   |                | Final           | Final |  |
|  |                 |            |   |                |                 |       |  |
|  |                 |            |   |                |                 |       |  |
|  | Verdict Gaming  | 0          |   |                |                 |       |  |
|  | paiN Gaming     | 2          |   |                |                 |       |  |
|  |                 |            |   |                |                 |       |  |
|  |                 |            |   |                |                 |       |  |
|  |                 |            |   |                | paiN Gaming     | 2     |  |
|  |                 | vTi Nox    | 1 |                |                 |       |  |
|  |                 |            |   |                |                 |       |  |
|  |                 |            |   |                |                 |       |  |
|  |                 |            |   |                | Terceiro lugar  |       |  |
|  |                 |            |   |                |                 |       |  |
|  | vTi Nox         | 2          |   | Verdict Gaming | 0               |       |  |
|  | Insight eSports | 0          |   |                | Insight eSports | 2     |  |

### Segunda etapa
A Legends Union foi a parceira na realização da segunda etapa de classificação para o primeiro CBLoL. A etapa foi disputada entre 8 e 9 de setembro, com mais de 250 inscritos. A Insight eSports, terceira colocada na primeira qualificatória, venceu o torneio e conseguiu a vaga. A vTi Nox ficou novamente com o segundo lugar.
|  | Semifinais        | Semifinais |   |                   | Final           | Final |  |
|  |                   |            |   |                   |                 |       |  |
|  |                   |            |   |                   |                 |       |  |
|  | Insight eSports   | 2          |   |                   |                 |       |  |
|  | Alien Brotherhood | 0          |   |                   |                 |       |  |
|  |                   |            |   |                   |                 |       |  |
|  |                   |            |   |                   |                 |       |  |
|  |                   |            |   |                   | Insight eSports | 2     |  |
|  |                   | vTi Nox    | 1 |                   |                 |       |  |
|  |                   |            |   |                   |                 |       |  |
|  |                   |            |   |                   |                 |       |  |
|  |                   |            |   |                   | Terceiro lugar  |       |  |
|  |                   |            |   |                   |                 |       |  |
|  | vTi Ignis         | 0          |   | Alien Brotherhood | 0               |       |  |
|  | vTi Nox           | 2          |   |                   | vTi Ignis       | 2     |  |

### Terceira etapa
A penúltima classificatória, agendada para 15 e 16 de setembro e organizada por LegendsBR, foi marcada por problemas técnicos que forçaram sua suspensão: um erro na geração da tabela acabou fazendo com as equipes com os melhores seeds tivessem de jogar mais jogos que as piores classificadas e problemas de manutenção em operadoras de Internet causaram desconexões nos jogadores. Por isso, deixou-se a vaga remanescente para o quarto classificatório.

### Quarta etapa
A última classificatória, que garantiu vagas a ambos os finalistas, foi disputada em 22 e 23 de setembro e, assim como a primeira, foi organizada pela ESL. A vencedora vTi Ignis e a segunda colocada get over it conquistaram a vaga direta, enquanto inFluxo Gaming e Monomaniac e-Sports ocuparam a terceira e a quarta colocações, respectivamente.

### Demais classificados
As demais equipes classificadas, que obtiveram suas vagas através do ranking, foram vTi Nox, inFluxo Gaming, Monomaniac Brasil e 5LoL Diretoria. Os jogadores da Monomaniac foram contratados pela tradicional organização RMA e-Sports (atualmente Team Brave). A 5LoL, por sua vez, teve cinco jogadores suspensos por abuso do sistema de filas ranqueadas para ganhar ELO, e, por isso, foi eliminada da competição antes dela começar. Em seu lugar, a VerdicT Gaming assumiu o posto de última classificada. A get over it foi contratada pela CNB e-Sports Club.

## Elencos
Os jogadores participantes do torneio, apresentados na ordem topo–caçador–meio–atirador–suporte, foram:
paiN Gaming
- Taylo "Tittu" Madeira
- Thúlio "SirT" Carlos da Silva
- Gabriel "Kami" Bohm
- Felipe "brtt" Gonçalves
- Gabriel "MiT" Souza

Insight eSports
- Pedro "Irelia" Marcari
- Daniel "Danagorn" Drummond
- Murilo "takeshi" Alves
- Gustavo "gstv1" Cima
- Victor "Piru" Pontes

vTi Ignis
- Matheus "Mylon" Borges
- Rafael "rafes" Peres
- Guilherme "Snowlz" Neves
- André "manajj" Rocha
- Leonardo "Alocs" Belo

CNB e-Sports Club
- Arlindo "element" Leal
- Pedro "z1riguidun' Vilarinho
- Arthur "frosty" Rossoni
- Jorge "verfix" Silveira
- Fellipe "DeX" Yokoyama

vTi Nox
- Whesley "Leko" Holler
- Diego "Volcan" Neves
- Matheus "yeTz" Vieira
- Caio "Loop" Almeida
- Gustavo "gutso" Franco

inFluxo Gaming
- Rodrigo "Kalec" Rodrigues
- Felipe "Fafnyr" Kiss
- Eulio "Korvac" Rudá
- Ibirajara "Kallen" Barrel
- Martin "Espeon" Gonçalves

RMA e-Sports
- Tomas "FOx" Gomes
- Rodrigo "DRAEK" Oliveira
- Rafael "Maou" Cavalcante
- Ramon "ryuuga" Silva
- Bernardo "Bechede" Almeida

VerdicT Gaming
- Pedro "ZyZZ Generation" Scotellaro
- Guilherme "Huezord" da Fonseca
- Caio "Calyel" Gracioso
- Giovanni "Giokarah" Vargas
- Igor "Domy" Vieira

## Fase final
A fase final ocorreu com a participação de oito equipes entre 11 e 14 de outubro na Brasil Game Show. O formato adotado foi o de eliminação simples, com séries eliminatórias melhor de três, com final e disputa de terceiro lugar. Nas quartas de final, as campeãs dos classificatórios confirmaram o favoritismo e classificaram-se às semis. A única classificada pelo ranking a progredir foi a vTi Nox, que venceu a CNB, classificada como vice-campeã da última classificatória. Nas semifinais, ambas as equipes da organização Vince Te Ipsum foram vitoriosas e avançaram à final, vencida pela vTi Ignis por 2 a 0. A paiN ainda conseguiu o terceiro lugar vencendo a Insight por 2 a 1.
|  | Quartas de final  | Quartas de final |             |                 | Semifinais     | Semifinais     |  |  | Final | Final |
|  |                   |                  |             |                 |                |                |  |  |       |       |
|  |                   |                  |             |                 |                |                |  |  |       |       |
|  |                   |                  |             |                 |                |                |  |  |       |       |
|  | paiN Gaming       | 2                |             |                 |                |                |  |  |       |       |
|  | paiN Gaming       | 2                |             |                 |                |                |  |  |       |       |
|  | VerdicT Gaming    | 0                |             |                 |                |                |  |  |       |       |
|  | VerdicT Gaming    | 0                | paiN Gaming | 0               |                |                |  |  |       |       |
|  |                   |                  | paiN Gaming | 0               |                |                |  |  |       |       |
|  |                   | vTi Nox          | 2           |                 |                |                |  |  |       |       |
|  | CNB e-Sports Club | vTi Nox          | 2           | 0               |                |                |  |  |       |       |
|  | CNB e-Sports Club |                  |             | 0               |                |                |  |  |       |       |
|  | vTi Nox           | 2                |             |                 |                |                |  |  |       |       |
|  | vTi Nox           | 2                | vTi Nox     | 0               |                |                |  |  |       |       |
|  |                   |                  | vTi Nox     | 0               |                |                |  |  |       |       |
|  |                   | vTi Ignis        | 2           |                 |                |                |  |  |       |       |
|  | vTi Ignis         | vTi Ignis        | 2           | 2               |                |                |  |  |       |       |
|  | vTi Ignis         |                  |             | 2               |                |                |  |  |       |       |
|  | inFluxo Gaming    | 0                |             |                 |                |                |  |  |       |       |
|  | inFluxo Gaming    | 0                | vTi Ignis   | 2               | Terceiro lugar | Terceiro lugar |  |  |       |       |
|  |                   |                  | vTi Ignis   | 2               | Terceiro lugar | Terceiro lugar |  |  |       |       |
|  |                   | Insight eSports  | 1           |                 |                |                |  |  |       |       |
|  | RMA e-Sports      | Insight eSports  | 1           | 0               | paiN Gaming    | 2              |  |  |       |       |
|  | RMA e-Sports      |                  |             | 0               | paiN Gaming    | 2              |  |  |       |       |
|  | Insight eSports   | 2                |             | Insight eSports | 1              |                |  |  |       |       |
|  | Insight eSports   | 2                |             |                 | 1              |                |  |  |       |       |
|  |                   |                  |             |                 |                |                |  |  |       |       |
|  |                   |                  |             |                 |                |                |  |  |       |       |